# Philip van der Most

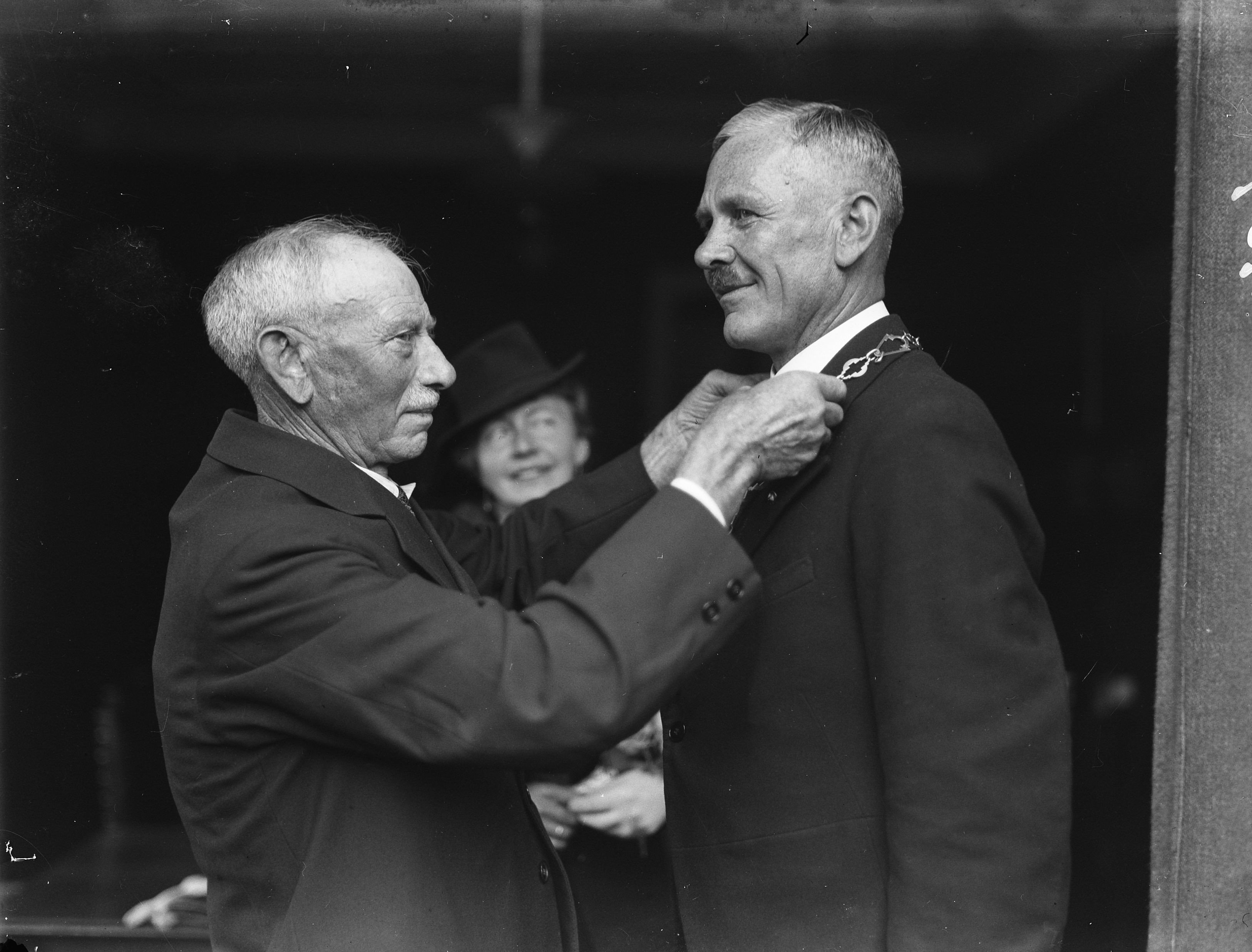
Installatie burgemeester Ph. van der Most (1946)

Philippus (Philip) van der Most (Schiedam, 7 augustus 1895 – Deventer, 22 maart 1958) was een Nederlands politiefunctionaris en politicus.
Hij werd geboren als zoon van Bernardus Johannes van der Most (1871-1945) en Petronella Cornelia Golhof (1871-1955). Tijdens de Eerste Wereldoorlog was hij reserve-officier bij de landmacht. Hij werd in 1917 surnumerair bij de Amsterdamse politie. Een jaar later volgde promotie tot inspecteur tweede klasse en vanaf 1920 was hij inspecteur eerste klasse. Van der Most was begin jaren 20 chef van de Amsterdamse politiehondenbrigade. Na een opleiding/stage in het buitenland werd hij rond 1935 de eerste Nederlandse trainer voor blindengeleidehonden. Van der Most was naast zijn werk bij de politie ook technisch leider bij het Nederlandsch Geleidehondenfonds (thans KNGF). Hij leidde ook anderen op tot trainer en schreef het in 1939 verschenen boek 'De blindengeleidehond'. In 1937 maakte hij binnen de Amsterdamse politie de overstap van de hondenbrigade naar de luchtbescherming en een jaar later werd hij bevorderd tot hoofdinspecteur. Voor en tijdens de Tweede Wereldoorlog was hij in Amsterdam adjunct-hoofd van de Luchtbeschermingsdienst. In 1946 werd Van der Most benoemd tot burgemeester van Diepenveen. Hij gaf die functie in 1957 op omdat hij vanwege gezondheidsproblemen van zijn vrouw verhuisde naar Zuid-Frankrijk. Zijn eigen gezondheid ging ook achteruit waarvoor hij in Nederland behandeld werd. Van der Most overleed in 1958 op 62-jarige leeftijd.